# Slapshot
Gli Slapshot sono una band straight edge-hardcore punk proveniente da Boston, USA.

## Storia
Formatasi nel 1985 da Steve Risteen, Mark McKay, Jack Kelly (che precedentemente era stato nei Negative FX) e Jonathan Anastas, la band, anche a causa della discreta notorietà dei suoi componenti, ha subito attirato le attenzioni dei fan e delle fanzine, tanto che venne ritenuta una band dalle notevoli esibizioni dal vivo prima ancora della loro esibizione in pubblico..
Diversamente da altre band hardcore della scena di Boston (il cosiddetto Boston hardcore), gli Slapshot decisero di registrare un LP da ben 24 brani al posto del classico da 16. Al fine di ridurre i costi, l'album venne inciso in una sola notte e pubblicato col nome di Back On The Map dalla Taang! Records nel 1986.
La formazione della band subì comunque diversi cambiamenti soprattutto all'inizio dell'attività ma questo non ebbe effetti sul suo stile musicale. Il primo ad aggiungersi fu Jordan Wood inizialmente come secondo chitarrista poi come bassista dopo l'abbandono di Jonathan Anastas. Nel 1988 fu Jamie Sciarappa (che precedentemente era stato il bassista dei SSD ad aggiungersi facendo il suo debutto nel locale di New York (reso celebre dai frequenti concerti dei Ramones) CBGB. Nel 1990 lasciò la band e venne sostituito da Chris Lauria.
Dal 1993, con l'album Blast Furnace la band (che ormai aveva cambiato quasi tutti i suoi componenti eccetto uno) cambiò genere virando verso l'industrial metal e nel frattempo inaugurò il primo tour europeo registrando da Berlino il loro primo lavoro dal vivo intitolato Live At SO36. L'anno seguente, venne registrato il nuovo disco Unconsciousness prodotto da Steve Albini, produttore anche dell'album In Utero dei Nirvana.
In seguito la band ridusse notevolmente la propria attività dal vivo ma fu comunque al centro di numerosi lavori discografici. Nel 1999 l'etichetta discografica Flat Records di proprietà Ken Casey dei Dropkick Murphys, pubblicò un album (Boston Drops The Gloves - A Tribute To Slapshot) tributo degli Slapshot contenente 22 brani del loro repertorio suonati da altre band dell'area di Boston.
Nel 2001, venne pubblicata la raccolta Greatest Hits, Slashes And Crosschecks a cui seguirono gli album Digital Warfare (2003) e Tear It Down (2005), che fu l'ultimo album prima dello scioglimento definitivo avvenuto nel 2006 con un comunicato sul loro sito web.

## Discografia
Album in studio
- 1986 - Back On The Map
- 1988 - Step On It
- 1990 - Sudden Death Overtime
- 1993 - Blast Furnace
- 1994 - Unconsciousness
- 1995 - 16 Valve Hate
- 1996 - Old Tyme Hardcore
- 2003 - Digital Warfare
- 2005 - Tear It Down

EP
- 1988 - Same Mistake
- 1990 - Firewalker
- 2003 - The New England Product Session

Live
- 1993 - Live At SO36

Raccolte
- 2001 - Greatest Hits, Slashes And Crosschecks